# 장 드 라 퐁텐
장 드 라 퐁텐(Jean de La Fontaine, 1621년 7월 8일 ~ 1695년 4월 13일)은 프랑스의 시인이자 동화 작가이다.

## 생애
라 퐁텐은 1621년 7월 8일 프랑스 샹파뉴의 샤토티에리에서 태어났다. 그는 자연 속에서 성장하면서, 자연과 자유를 사랑하게 되었다. 후에는 고전을 연구하며 시·극·우화 등을 썼다.
판차탄트라와 같은 고대 인도 문학, 이솝, 호레이스 등에서 영감을 받아서 1668년에서 1695년까지 발표한 시문으로 된 우화집으로 유명하다. 라 퐁텐의 우화는 이솝 우화에 비해 내용 면에서 인간 세태에 대한 풍자의 강도가 세다.
루이 14세의 여섯 살 난 손자에게 헌정된 최초의 우화집인 《우화 선집》(Fables Choisies)에는 124개의 우화가 실려 있는데, 동물에 비교하여 사람의 참다운 모습을 생각케 해 주는 뛰어난 작품이다. 프랑스 언어의 시적 기능을 잘 살린 수작으로 꼽힌다. 오늘날에도 프랑스 지식인들은 라 퐁텐의 시구절을 즐겨 인용한다. 1995년 프랑스에서는 라 퐁텐과 우화 기념우표 시리즈를 발간한 바 있다.
한국어로는 《라 퐁텐 우화집》 또는 《라 퐁텐 그림우화》와 같은 제목으로 번역된 적이 있다.
그의 소설로 《프시케와 큐피드의 사랑 이야기》 등이 있다.